# Won't Get Fooled Again
«Won't Get Fooled Again» —en español: «No nos engañaremos de nuevo»— es una canción de la banda de rock británica The Who, escrita por su guitarrista Pete Townshend. Esta combina fuertes acordes de guitarra con el poder de órganos altamente procesados y sonidos sintetizados, que crean una atmosférica introducción que encuentra su clímax en el verso. Se basa en la idea de una revolución, representando cínicamente la esperanza en torno al concepto -«Me quito el sombrero ante la nueva constitución / Haré una reverencia para la nueva revolución»- y posteriormente la decepción del nuevo régimen -«Conoce al nuevo jefe / Es igual al jefe anterior».
La versión original de la canción aparece como última pista del álbum Who's Next de 1971. El sencillo fue lanzado el mismo año en una versión editada que sólo alcanzó los tres minutos y medio, alcanzando el puesto n.º 9 en el UK Singles Chart, el nº15 en el Billboard Hot 100 y el nº14 en el Australian Singles Chart (Go-Set).

## Historia
La canción apareció originalmente en 1971 en el álbum Who's Next y desde entonces, ha aparecido en otras grabaciones, entre ellas la banda sonora del documental The Kids Are Alright de 1979. La interpretación de aquella canción ocurrió el 25 de mayo de 1978 en los Estudios Shepperton, fue también la última canción que realizó la formación original del grupo, debido a la muerte de Keith Moon cuatro meses después.
La canción fue interpretada tanto en el Live Aid como en el Live 8, 20 años después. Townshend realizó también una versión en vivo, acústica, junto al guitarrista clásico John Williams en 1979, para Amnistía Internacional en el The Secret Policeman's Ball. Who's Next deluxe edition (lanzado en 2003) contiene una cinta de las primeras sesiones de esta canción, con una estructura diferente de la misma y con Leslie West de Mountain como primera guitarra.
Además de en la banda sonora de "The Kids Are Alrgiht", otras notables apariciones de la canción son en Who's Next deluxe edition, interpretada en el teatro Young Vic en 1971, la del álbum The Who Live at the Royal Albert Hall, donde Noel Gallagher aparece como invitado, y el 2001 en El concierto para la Ciudad de Nueva York, donde fue considerada el punto cúlmine de ese programa por diversos artistas.
Roger Daltrey, John Entwistle y Townshend la interpretaron en sus conciertos en solitario. Townshend ha sido más radical en sus presentaciones, usando un gran variedad de instrumentos, llevando el estilo de la canción desde lo acústico al tecno.
La canción fue versionada por Van Halen en su álbum en vivo Live: Right Here, Right Now en 1993, llegando al número 1 en la lista Billboard Album Rock Tracks. El guitarrista de heavy metal, Axel Rudi Pell, junto con su banda también realizó una versión del tema, para su álbum Diamonds Unlocked de 2007. El grupo Kiss, en 1985 y 1985 la tocaban junto Eric Carr(batería y voz) y Bruce Kulick en guitarra, en esa version Paul Stanley, Gene Simmons y Eric Carr turnaban la voz líder en distintas frases y para su tour por Sudamérica en 2009, utilizó «Won't Get Fooled Again» como tema previo al inicio de sus conciertos, como también, realizó una versión del mismo en medio de su canción «Lick It Up».
The Who (con sus miembros sobrevivientes, Daltrey y Townshend) cerró el espectáculo de medio tiempo de la Super Bowl XLIV con la canción, el 7 de febrero de 2010.

## Composición
Es famosa por una mezcla de enérgicos y poderosos acordes en la guitarra, un extenso y envolvente ritmo de órgano sintetizado, seguidos por un quiebro en el ritmo, donde entra un intenso solo de batería y un largo grito de Daltrey.
Townshend creó la pista sintetizada en dos teclados Lowrey Berkshire Deluxe TBO-1 de 1968. La salida del órgano, la introdujo en la entrada de un sintetizador de audio EMS VCS 3 mk1. El primer bit de procesamiento aplicado al órgano fue un oscilador de baja frecuencia (LFO), seguido de un filtro de control de frecuencia (VCF), utilizando una forma de onda sinusoidal o triangular. En otras palabras, el sintetizador convertía los tonos del órgano de suaves a brillantes y de arriba hacia abajo de manera automática. Existen fotos de Townshend tocando el instrumento, como también un vídeo de cómo produjo el sonido. John Entwistle usó un Fender Precision Bass que el mismo apodó «Frankenstein».
La canción va de ocho a nueve minutos dependiendo de la versión. Mientras que la versión original del álbum es de aproximadamente 8:32, un muy reducido y editado single (3:38) fue lanzado para su uso en las radios, apareciendo en algunas colecciones de éxitos como Who's Better, Who's Best.

## Mensaje político
Townshend declaró en 2006 que: «No es precisamente una canción que condena la revolución -se sugiere, de hecho, que lucharemos en las calles- pero que la revolución, como toda acción puede tener consecuencias que no podemos predecir. No hay que esperar ver lo que esperas ver. No esperes nada y puedes tenerlo todo.
La canción estaba pensada para que los políticos y revolucionarios por igual conocieran que lo que es central en mi vida no estaba en venta, y no podía ser asimilado por ninguna causa obvia. [...]  
Desde 1971 -cuando escribí "Won't Get Fooled Again"- a 1985, hubo una transición en mí desde la negativa a ser asimilado por los activistas, a una negativa a ser juzgado por personas que se encuentran cansadas y sumisas con la Gran Bretaña de Thatcher».

## Listas
| Listas de 1972           | Posición |
| ------------------------ | -------- |
| Canadian RPM Top Singles | 7        |
| Dutch Singles Chart      | 8        |
| UK Singles Chart         | 9        |
| U.S. Billboard Hot 100   | 15       |

## Legado
En abril de 2006, en la editorial de la revista Time, el retirado Teniente General Greg Newbold, se refirió a la canción, llamándola un «himno contra la guerra», que «transmite una sensación de traición por los líderes de la nación, que habían llevado a nuestro país a una costosa e innecesaria guerra en Vietnam».
En 2004, fue clasificada número 133 por la revista Rolling Stone en su lista de Las 500 mejores canciones de todos los tiempos. Por su parte, la cadena de televisión VH1, la colocó número 6 en Las 100 Grandiosas Canciones del Hard Rock en un ranking elaborado en 2008 y número 17 en Las 100 Mejores Canciones de Rock de todos los tiempos.
En 2006, la revista Guitar World ubicó al solo de guitarra en su artículo Los 100 mejores solos de guitarra por Guitar World (puesto 75).

## Personal
- Roger Daltrey: voz
- Pete Townshend: coros, órgano sintetizador (VCS3), guitarra
- John Entwistle: bajo
- Keith Moon: batería

## Uso en los medios
- La serie de televisión de la CBS, CSI: Miami, utiliza la canción como su tema de apertura.[8]
- Una parte de la canción fue utilizada por la compañía Nissan en 1999, en los anuncios de su modelo Maxima.
- En el episodio «A Tale of Two Springfields» de Los Simpsons, la canción se utiliza en un concierto de los mismos The Who, y posteriormente en los créditos.
- Se hace referencia de la canción en la película de Tom Cruise, Lions for Lambs.
- Una parte de la canción se utilizó en la película Tenacious D.
- Aparece en la serie de televisión House.
- Hace aparición en el videojuego Need for Speed: Most Wanted (videojuego de 2012) desarrollado por Criterion Games, solo que esta una versión remix.
- Aparece en la película de 2022 Top Gun Maverick en una escena de combate aéreo simulado, con Tom Cruise de protagonista
- Aparece como tema incidental en la serie de televisión colombiana Tentaciones.

## Live 8 y Live Aid
La canción, junto con «Who Are You», formó parte del concierto The Who Live 8, que se realizó en el Hyde Park de Londres el 2 de julio de 2005, con más de 200.000 espectadores. Fue interpretada también en el Live Aid en 1985, junto con «My Generation», «Pinball Wizard» y «Love, Reign o'er Me».